# Dubbelblind onderzoek
Een dubbelblind onderzoek is wetenschappelijk onderzoek waarbij noch de proefpersoon, noch de onderzoeker gedurende het experiment kennis heeft over wie tot de experimentele groep behoort en wie tot de controlegroep. Daardoor wordt de invloed van verwachtingen en van handelwijzen als gevolg van deze kennis uitgesloten. De toewijzing van de proefpersonen aan de groepen dient gerandomiseerd te gebeuren, dit om zogenaamde observer bias te voorkomen.
In dubbelblind onderzoek zijn de te testen behandelingen en placebo's gecodeerd, evenals de proefpersonen. De betekenis van de codes is alleen bij een persoon bekend, die niet direct bij het onderzoek is betrokken. Na afloop van de onderzoeksperiode worden de resultaten statistisch verwerkt. De proefpersonen worden dan meestal in diverse groepen opgedeeld, bijvoorbeeld een groep waarbij verslechtering optrad, een groep die gelijk bleef en een groep waarbij verbetering optrad. Pas nadat de resultaten allemaal zijn geregistreerd wordt de codering verbroken en wordt duidelijk wie tot de experimentele groep behoorde en wie tot de controlegroep. Dan wordt ook duidelijk of een verbetering aan de behandeling is te danken of juist niet. Het komt ook voor dat een getest middel zelfs een verslechtering veroorzaakt, hetgeen dan ook zal blijken. Het is van belang de blindering tot na het verwerken van de testresultaten vol te houden, omdat ook bij deze verwerking vertekening van de resultaten kan plaatsvinden als bekend is wie bij welke groep hoort.
Het eerste dubbelblinde onderzoek vond al in 1835 plaats. Het spreekt voor zich, dat als al zeker is welke behandeling beter is, onderzoek met een controlegroep geen nut meer heeft en dat medisch onderzoek aan alle eisen, die aan hedendaags wetenschappelijk onderzoek worden gesteld, moet voldoen.

## Geneesmiddelenonderzoek
Dubbelblind onderzoek wordt vooral uitgevoerd in onderzoek naar de effectiviteit van een behandeling in de geneeskunde, evenals in fysiologisch onderzoek. Als de effectiviteit van een geneesmiddel moet worden onderzocht, wordt een deel van de patiënten het middel gegeven, een ander deel een gelijk uitziend, maar volledig onwerkzaam middel, een placebo. Dit gebeurt echter dubbelblind, noch de patiënt, noch de dokter weet wat de patiënt krijgt. Op deze manier is het verschil tussen middel en placebo inderdaad de werkzaamheid van het medicijn en wordt het niet veroorzaakt door het vertrouwen van patiënt of arts in het middel of door vertekende waarneming.
Op deze wijze wordt het placebo-effect uitgesloten. Het blijkt namelijk dat zowel de verwachting van de onderzoeker als die van de patiënt een sterk effect op de perceptie van de werkzaamheid van een middel hebben. De patiënt die zonder dit te weten een tabletje geperste poedersuiker mee naar huis krijgt rapporteert zeer vaak (10-20%) bijwerkingen als misselijkheid, duizeligheid en hoofdpijn, die hij totaal niet zou ondervinden van een klontje suiker in zijn koffie. De onderzoeker wordt eveneens bij het beoordelen van het effect sterk gekleurd door zijn wens een werkzaam middel te geven en zal daarom gauw geneigd zijn, zelfs onopzettelijk, een verbetering vast te stellen die in werkelijkheid niet aanwezig is. Ieder onderzoek met geneesmiddelen waarbij geen controlegroep wordt gebruikt en niet dubbelblind wordt gewerkt moet daarom wetenschappelijk gezien als vrijwel waardeloos worden beschouwd.
Het dubbelblind testen is lang niet altijd eenvoudig: veel middelen hebben een typische smaak, en de patiënt kan door gewoon eens op een tablet te kauwen in plaats van het door te slikken proberen er achter te komen of hij de smaak herkent. In tegenstelling tot wat vaak gedacht wordt, worden placebotabletten meestal van maïs- of aardappelzetmeel gemaakt en niet van suiker. Daardoor zijn de tabletten van zichzelf smaakloos. Eventueel kan er door de onderzoekers een bittere smaakstof worden toegevoegd om de placebotabletten 'echt' te laten smaken.
De consequente toepassing van het dubbelblind onderzoek is een van voornaamste redenen dat de medische wetenschap de laatste ongeveer 100 jaar zeer grote vooruitgang heeft geboekt. Het dubbelblind onderzoek stelt de wetenschap als geen andere methode in staat om dingen die niet werken te scheiden van dingen die wel werken. De basis voor het dubbelblind onderzoek is grotendeels gelegd door inzichten in de psychologische mechanismen die kunnen leiden tot foute beoordelingen en zelfbedrog.

### Evidence-based medicine
Voor geneesmiddelonderzoek is eigenlijk dubbelblind onderzoek via een gerandomiseerd onderzoek met controlegroep de enige nog aanvaarde methode voor het bepalen van de werkzaamheid van een bepaald geneesmiddel. Dubbelblind onderzoek naar de effectiviteit van behandelingen is soms haast niet mogelijk, bijvoorbeeld bij het verrichten van operaties. De stroming in de geneeskunde die ernaar streeft om alle toegepaste behandelingen te laten berusten op proefondervindelijk bewijs, en te streven naar onderzoek van behandelingen waarvan het nut niet onomstotelijk is aangetoond, heet evidence-based medicine.

### Onjuiste beeldvorming
Patiënten die meedoen aan een dergelijk onderzoek hopen vaak dat zij wel in de groep zitten die de werkzame of althans de 'nieuwe' stof krijgt. Daar is rationeel gezien geen reden toe: de kans bestaat immers zeker ook dat de geteste stof ze zieker maakt dan het middel van de controlegroep.
Men treft ook in de media een soortgelijke denkfout vaak aan: in januari 2008 werd bekend dat bij een onderzoek in Utrecht naar een veelbelovende behandeling, het toedienen van probiotica aan mensen met een acute alvleesklierontsteking, juist in de behandelde groep aanzienlijk meer sterfte was opgetreden dan in de controlegroep. Dit was niet voorzien: bij proefdieronderzoek was het andersom, en ook bij eerdere kleinere onderzoeken bij mensen had men gemeend een gunstig effect te zien. Er werden Kamervragen gesteld, de minister van volksgezondheid legde verklaringen af, de inspectie voor de volksgezondheid stelde een onderzoek in naar de zaak. Toch werd hier op wetenschappelijke wijze een belangrijke vraag definitief beantwoord. Het is tegenwoordig duidelijk dat het geven van probiotica in deze situatie aan deze groep patiënten meer na- dan voordelen heeft. Daar was niet op een andere manier achter te komen en het had net zo goed andersom kunnen uitpakken.

## Andere toepassingen
Een dubbelblinde test kan ook bij de turingtest, bij luistertesten voor muziekapparatuur of bij wijnproeven worden gebruikt.
Dubbelblind onderzoek wordt in de didactiek gebruikt om het effect van een lesmethode te testen en in de communicatiewetenschap.
Wanneer bij een wijnproeverij sprake is van dubbelblind, betekent dit dat de deelnemers aan de proeverij niet weten welke wijnen worden geschonken. Bij een blinde proeverij zijn de wijnen wel bekend, maar staan deze in een willekeurige volgorde. Zo is uit onderzoek gebleken dat het niet goed mogelijk is de prijsklasse van wijnen goed in te schatten.